# Longtanping (köpinghuvudort i Kina, Hunan Sheng, lat 29,68, long 110,16)
Longtanping (kinesiska: 龙潭坪, 龙潭坪镇) är en köpinghuvudort i Kina. Den ligger i provinsen Hunan, i den södra delen av landet, omkring 320 kilometer nordväst om provinshuvudstaden Changsha. Antalet invånare är 6 932. Befolkningen består av 3 406 kvinnor och 3 526 män. Barn under 15 år utgör 21,0 %, vuxna 15-64 år 65 %, och äldre över 65 år 13,0 %.
Runt Longtanping är det ganska tätbefolkat, med 111 invånare per kvadratkilometer. Närmaste större samhälle är Shataping, 15,0 km sydväst om Longtanping. I omgivningarna runt Longtanping växer i huvudsak blandskog.
Genomsnittlig årsnederbörd är 1 679 millimeter. Den regnigaste månaden är september, med i genomsnitt 288 mm nederbörd, och den torraste är december, med 16 mm nederbörd.